# 立石凛
立石 凛（たていし りん、2001年7月10日 - ）は、日本の女性声優。
響所属。大阪府出身。

## 来歴
「S・響・エースクルー合同オーディション2020」に合格し、2021年2月より青木陽菜と共に響に所属。2024年、立教大学卒業。
女子プロレス団体スターダムのリングアナウンサーを務める。

## 人物
高校の文化祭でバンドを組んでいた。担当はボーカル。アコースティックギターの経験があるがエレキギターに初めて触ったのはMyGO!!!!!に加入することが決まってからだった。

## 出演
太字はメインキャラクター。

### テレビアニメ
- BanG Dream! シリーズ（2023年 - 2025年、千早愛音[8][9]） - 2シリーズ[一覧 1]
- ワンルーム、日当たり普通、天使つき。（2024年、女子生徒）

### 劇場アニメ
- 劇場版 Re:STARS 〜未来へ繋ぐ2つのきらぼし〜（2023年、オーディション会場のライバル）
- 劇場版 BanG Dream! It's MyGO!!!!!（2024年、千早愛音[10]） - 2部作[一覧 2]

### ゲーム
- アサルトリリィ Last Bullet（2021年、隊員 他[2]）
- バンドリ！ガールズバンドパーティ！（2023年 - 2025年、千早愛音[11]）
- ブラウンダスト（2024年、ライデ）
- PROGRESS ORDERS（2025年、ノーラ[12]）

### 吹き替え
- フェ〜レンザイ -神さまの日常-（2023年、フィットネスダンスおばさん）

### 舞台
- 朗読劇「りーでぃんぐ☆ぱーてぃー vol.10」（2021年6月24日・26日・27日）[13][14]
- キミに贈る朗読会「サトラレ～the reading～」（2021年8月28日・29日）[15]
- 舞台『降臨SOUL』（2023年11月24日・12月3日） - 日替わりゲスト（天帝 役）[16]
- キミに贈る朗読会「きれいで かわいい きみがすき」（2024年2月10日、MsmileBOX渋谷[17]）
- 演劇ユニット【メイホリック】朗読劇『美術室に置き去りにされた天使』（2024年3月26日・27日・30日）- アザミ 役[18][19]
- 朗読劇『シアター』再演（2024年5月15日 - 26日　シアター風姿花伝)　樋口もな 役
- 朗読劇舞台「永久保貴一の極めて怖い話 2024」（2024年8月11日）[20]
- 『アイディール・セミナー/Final session』(2025年6月4日-8日、こくみん共済 coop ホール/スペース・ゼロ）-塁田由花 役[21]

### ラジオ
※はインターネット配信。
- MyGO!!!!!の「迷子集会」（2023年 - 、YouTube※）

### 配信番組
- 立石凛をモニタ凛グ(2024年 - 、ニコニコチャンネルプラス※)[22]

### 映画
- 家出レスラー（2024年5月17日、ブシロードムーブ）[23] ※声の出演

### その他コンテンツ
- スターダム（2022年 - 、リングアナウンサー）
- 中野の企業の輝く秘密（2023年、東京商工会議所中野支部）[24][25]
- 温泉むすめ（2025年 - 、別所愛染[26]）

### シリーズ一覧
1. ↑  『It's MyGO!!!!!』（2023年）、『Ave Mujica』（2025年）
2. ↑  『前編：春の陽だまり、迷い猫』（2024年）、『後編：うたう、僕らになれるうた & FILM LIVE』（2024年）